# Философов, Дмитрий Алексеевич
Дмитрий Алексеевич Философов (2 сентября 1837 — 27 декабря 1877) — генерал-майор, начальник 1-й бригады 3-й гвардейской пехотной дивизии.

## Биография
Родился в Петербурге в многодетной семье генерала Алексея Илларионовича Философова и Анны Григорьевны Столыпиной.
Крещен 2 октября в Александро-Невском императорском Белостокском соборе; крестник Н. И. Философова и М. А. Философовой. 
Воспитанник Пажеского корпуса. Начал свою службу в восемнадцать лет корнетом Лейб-гвардейского Конного полка. Три года спустя поступил в Николаевскую академию Генерального штаба. По окончании курса вернулся на службу в строй своего полка, а два года спустя был назначен адъютантом наместника Кавказского, великого князя Михаилу Николаевичу.
В 1867 году был произведён в полковники, несколько лет спустя назначен начальником штаба войск Терской области, с зачислением в Генеральному штабу. В 1875 году произведён в генерал-майоры, с назначением в марте 1876 года начальником 2-й бригады 3-й гвардейской пехотной дивизии, а перед началом Восточной войны — начальником 1-й бригады той же дивизии.
16 декабря 1877 года совершил со своим эшелоном подъем через Балканы у деревни Врачеш и окончил его утром 17 декабря. 19 декабря составлял общий резерв на софийском шоссе.

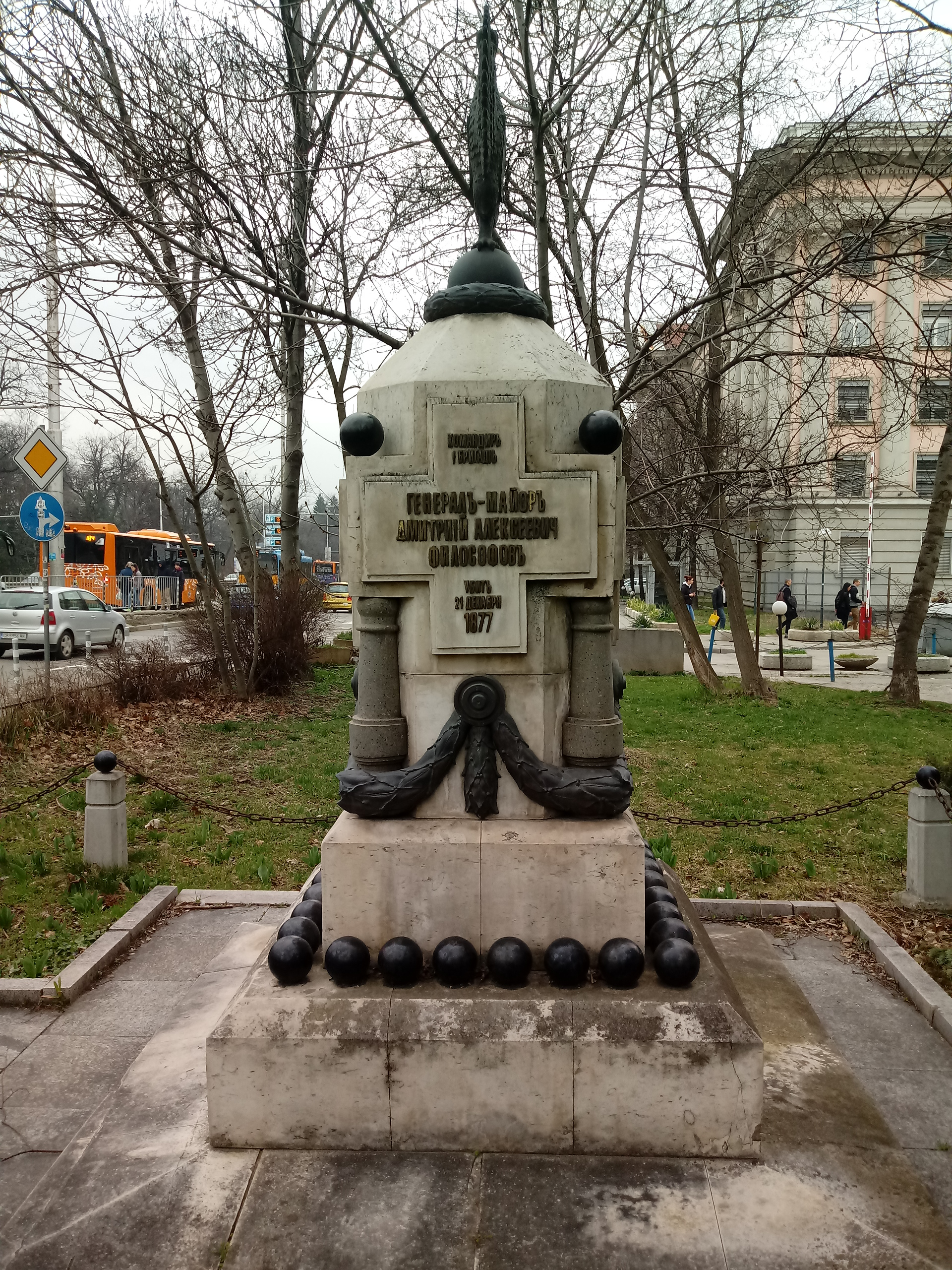
Памятник генералу Философову в Софии

21 декабря был тяжело ранен при преследовании турок, отходившим из Арабаконака. Умер в тот же день в Орхание. Тело перевезено в Россию и похоронено на кладбище села Изсад Новоладожского уезда Санкт-Петербургской губернии